# Demons (Doja Cat)
Demons è un brano della cantante statunitense Doja Cat, pubblicato il 1º settembre 2023 come secondo singolo promozionale per promuovere il suo quarto album in studio Scarlet.

## Descrizione
Il brano è stato scritto dalla stessa cantante, mentre Christina Doman e D.A. Got That Dope hanno realizzato la musica. Quest'ultimo, inoltre, ha anche curato la produzione della canzone.
Le prime allusioni di un possibile tema collegato ai demoni è stato rivelato dalla cantante stessa a inizio marzo 2023, quando ha cambiato la sua immagine del profilo di TikTok con quella di un demone e ha pubblicato alcuni scatti di un servizio fotografico di lei vestita da demone. In seguito, il 12 luglio 2023, la cantante ha pubblicato una serie di foto su Instagram in cui si mostra piena di macchie di sangue, dalla critica definita come "demoniaca e inquietante". Il titolo Demons è stato reso noto il 17 aprile 2023 durante una diretta Instagram in cui la cantante ha mostrato una possibile scaletta del prossimo album Scarlet.
Il 27 agosto 2023, Doja Cat ha condiviso uno fermo immagine del suo prossimo video musicale che la raffigura seduta in una vasca da bagno immersa in un liquido nero e con una specie di mano demoniaca che le tocca la testa mentre la impossessa. Il singolo è stato annunciato dalla cantante stessa attraverso le sue pagine social il 28 agosto 2023. Nella copertina del singolo la rapper viene raffigurata sottosopra su un soffitto di un salone, completamente ricoperta di nero, con la parole "Demons" scritta sul tappeto della stanza, riproducendo uno stile che ricorda quello del fenomeno delle backroom. Dopo la pubblicazione del suo precedente singolo Paint the Town Red e il suo video musicale di accompagnamento, contenente chiari riferimenti alla morte e al mondo demoniaco, Demons è stato visto dalla critica come un prosieguo del precedente singolo con il quale condivide il fil rouge tematico.

## Accoglienza
Demons è stata accolta con recensioni generalmente positive della critica musicale. Robin Murray di Clash ha descritto Doja Cat come un "insieme di generi dell'inferno americano", riferendosi al brano come "immediatamente contagioso, con le sue rime pungenti che fanno tagli molto profondi".
Demons è stato notato dalla critica in particolare per il profondo cambio di sonorità della rapper. Thania Garcia e McKinley Franklin di Variety hanno dichiarato infatti che "il brano mostra come Doja cambia il suo stile pop, che i suoi fan avevano molto apprezzato con Say So, con qualcosa più incentrato sul rap". Jon Stickler di Stereoboard, invece, ha notato che "i toni trap del brano presentano dei beat incisivi [...] che forniscono una base al testo, che fa riferimento alle recenti critiche che la cantante ha ricevuto circa la sua vita privata". Sal Cinquemani di Slant Magazine al riguardo ha scritto che "i tre minuti di Demons iniziano con un ritmo pesante e distorto, mantenendo ulteriormente la promessa di Doja Cat che il suo ultimo album eviterà il pop per spostarsi su un suono hip hop più duro".
Demons è stato inoltre paragonato a sforzi musicali di altri artisti. Shaad D'Souza del webzine musicale statunitense Pitchfork ha paragonato i suoni della canzone a una "versione pop" dell'album Goblin di Tyler, the Creator, paragonando il flow della cantante a una applicazione di sintesi vocale, definendo la canzone come "intelligente, sinistra e consciamente stupida, tutto allo stesso tempo". Tom Breihan di Stereogum ha confrontato la canzone con i lavori di Baby Keem.

## Video musicale

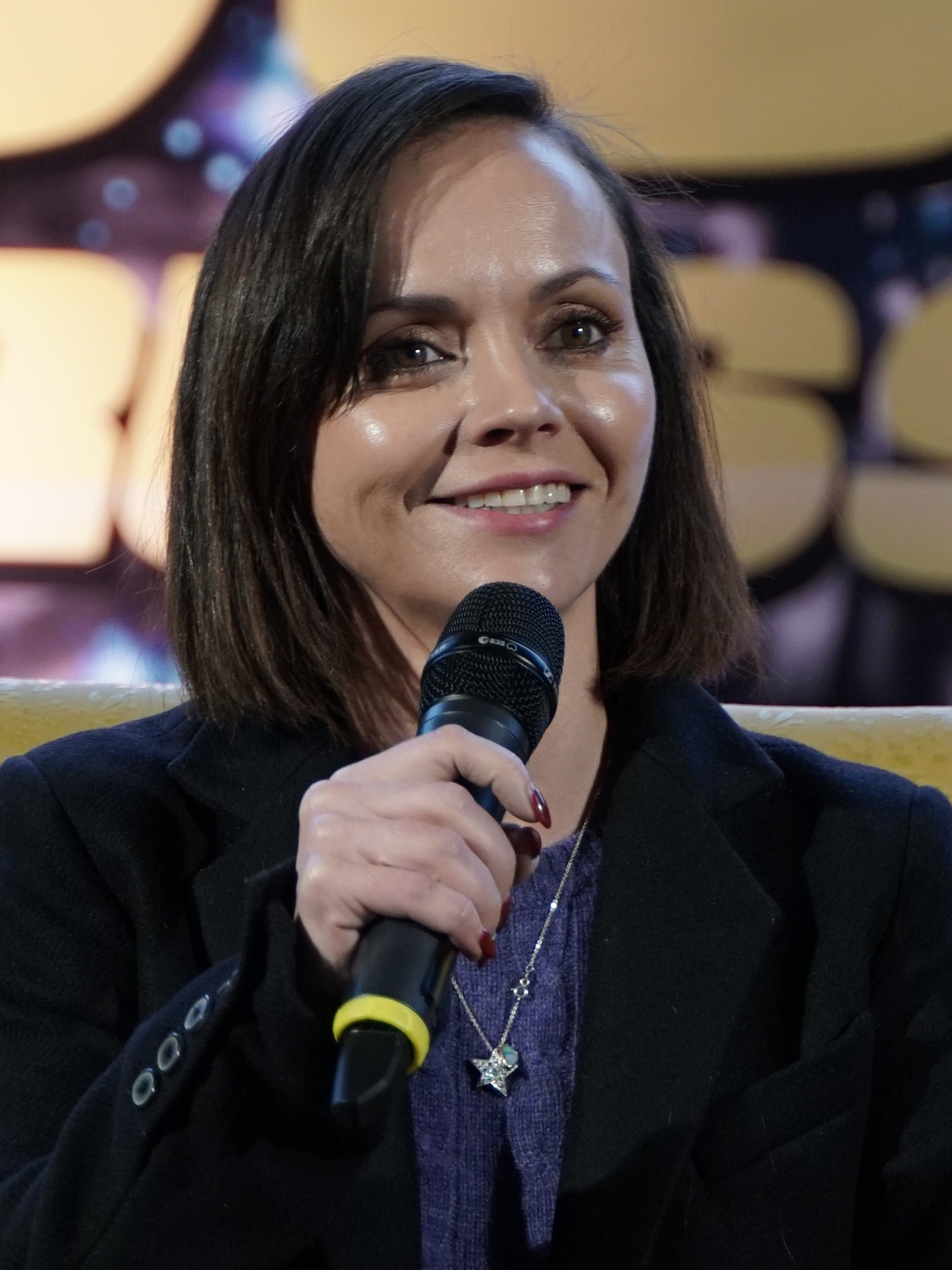
Christina Ricci ricopre il ruolo di co-protagonista nel video di Demons

Dopo essere stato presentato in anteprima a Los Angeles il 27 agosto 2023, il trailer del video musicale di accompagnamento è stato pubblicato sul sito web di Doja Cat, rivelando il nome di Christian Breslauer alla regia e dell'attrice americana Christina Ricci, nota al grande pubblico per il suo ruolo da protagonista in Casper (1995), come co-protagonista. Il video è stato pubblicato su YouTube il 1º settembre 2023.
D'Souza ha descritto il video come un "mini film horror che è più inquietante e perfino più divertente di praticamente qualsiasi cosa sia stata prodotta dalla Blumhouse lo scorso anno". Ha inoltre lodato la cantante per aver mantenuto in vita l'arte del video musicale iconico, definendola come una delle poche artiste del panorama musicale moderno che ancora praticano quest'arte. Charisma Madarang della rivista Rolling Stone ha descritto il video musicale come "un'incredibile manifestazione del macabro", notando gli omaggi ai film Poltergeist - Demoniache presenze (1982) e The Shining (1980).

### Sinossi
Il video musicale si apre con una inquadratura di un esterno di una vecchia casa messa in vendita, recentemente acquistata dalla co-protagonista Christina Ricci. La scena si sposta poi all'interno della camera da letto della Ricci, dove viene ripresa mentre dorme nel letto illuminata dallo schermo della televisione di fronte al suo letto. Improvvisamente la donna viene svegliata da un demone, rappresentato da Doja Cat, il quale cammina sottosopra sul soffitto della stanza da letto e si appropinqua alla donna, accompagnata da altri due demoni. La cantante viene raffigurata completamente nuda, con la pelle nera, la coda, le corna e denti affilati, con indosso solamente delle catene al collo. La scena poi cambia ambientazione in un bagno, dove la rapper viene mostrata in un corpo umano dentro una vasca da bagno, immersa in un liquido nero, e una mano demoniaca esce lentamente dall'acqua fino a toccare la testa della cantante e a impossessarsi di lei.
Il video continua con la Ricci che esplora la casa e, in una scena, viene mostrata mentre sale in soffitta con una macchina da ripresa dove troverà il demone di Doja Cat in compagnia di altri demoni. Vengono anche mostrate, alternate, delle scene in cui Doja Cat scrive parti di testo del brano con una macchina da scrivere. Le restanti scene del video mostrano come la rapper e i suoi demoni si impossessano dell'abitazione, terrorizzando i suoi inquilini e portando la Ricci e i suoi bambini a scappare dalla casa.

## Classifiche
| Classifica (2023) | Posizione massima |
| ----------------- | ----------------- |
| Canada            | 53                |
| Grecia            | 45                |
| Irlanda           | 70                |
| Regno Unito       | 53                |
| Stati Uniti       | 46                |